# The La's (álbum)
The La's es el único álbum de estudio de la banda británica de rock alternativo The La's, lanzado el 1 de octubre de 1990 por el sello Go! Discs. Incluye los exitosos sencillos There She Goes
En el 2013 la revista británica NME ubicó al álbum en su lista de los 500 mejores álbumes de todos los tiempos, ocupando el puesto 153 y también fue incluido en el libro los 1001 Álbumes que hay que oír antes de morir, de Robert Dimery.